# Frederikshavn község
Frederikshavn község (dánul: Frederikshavn Kommune) Dánia 98 községének (kommune, helyi önkormányzattal rendelkező közigazgatási egység) egyike. A Midtjylland régióban található. Frederikshavn község Brønderslev és Hjørring községekkel határos. Lakosainak száma 60 246 fő (2016).